# Scantinius shelfordi
Scantinius shelfordi är en insektsart som beskrevs av Vladimir M. Gnezdilov och Wilson 2007. Scantinius shelfordi ingår i släktet Scantinius och familjen sköldstritar. Inga underarter finns listade i Catalogue of Life.